# Gracco De Nardo
Caio Gracco Giulio De Nardo známý jako Gracco De Nardo (24. září 1893, Terni, Italské království – 22. duben 1984, Piedimonte San Germano, Itálie) byl italský fotbalový obránce a trenér.
S fotbalem začínal v klubu Janov. Po válce se rozhodl odejít do klubu Spes FC kde hrál čtyři roky. Kariéru ukončil v roce 1924 v klubu Sampierdarenese.
Za reprezentaci odehrál dva zápasy. První utkání odehrál 2. září 1920 proti Španělsku (0:2). Byl na OH 1920.
Po fotbalové kariéře se stal trenérem. Dva roky vedl Virtus Entella.

## Hráčské úspěchy

### Reprezentační
- 1x na OH (1920)